# Lucia da Valcaldara
Lucia da Valcaldara (Norcia, 1370 – Norcia, 12 gennaio 1430) è stata una religiosa italiana delle monache clarisse. È venerata come beata dalla Chiesa cattolica.

## Vita
A 15 anni si consacrò totalmente al Signore e fondò a Norcia, presso una casa paterna, un primo nucleo di vergini consacrate, che nel 1386, con l'approvazione del vescovo di Spoleto Ferdinando, divenne il monastero di San Girolamo.
Nel 1390 Lucia fondò un altro monastero presso la chiesa di Santa Maria a Valcaldara
(frazione di Norcia). Riuniti in uno solo, i due monasteri presero nel 1407 la regola delle Clarisse e costituirono, con l'approvazione del vescovo Agostino, il monastero di Santa Chiara, che poi, dopo il terremoto del 1703, prenderà il nome di "Santa Maria della Pace".
Lucia morì a Norcia il 12 gennaio 1430 e fu subito venerata e invocata come "santa".

## Culto
Il corpo della Beata, custodito nel suo "deposito" del 1637, è stato esposto nella chiesa del monastero delle Clarisse di Santa Maria della Pace a Norcia fino al 2017. A seguito dei danni provocati dal terremoto al loro monastero, le "Sorelle povere di Santa Chiara" si sono trasferite nell'ex convento di sant'Antonio, a Biccari, in Puglia, ribattezzato il 26 novembre 2017 monastero di "Santa Maria della Pace in S. Antonio". Nella chiesa di Sant'Antonio da Padova è stata anche traslata la reliquia delle spoglie mortali della beata Lucia da Norcia, posta sotto l'altare maggiore.